# Kosmické právo

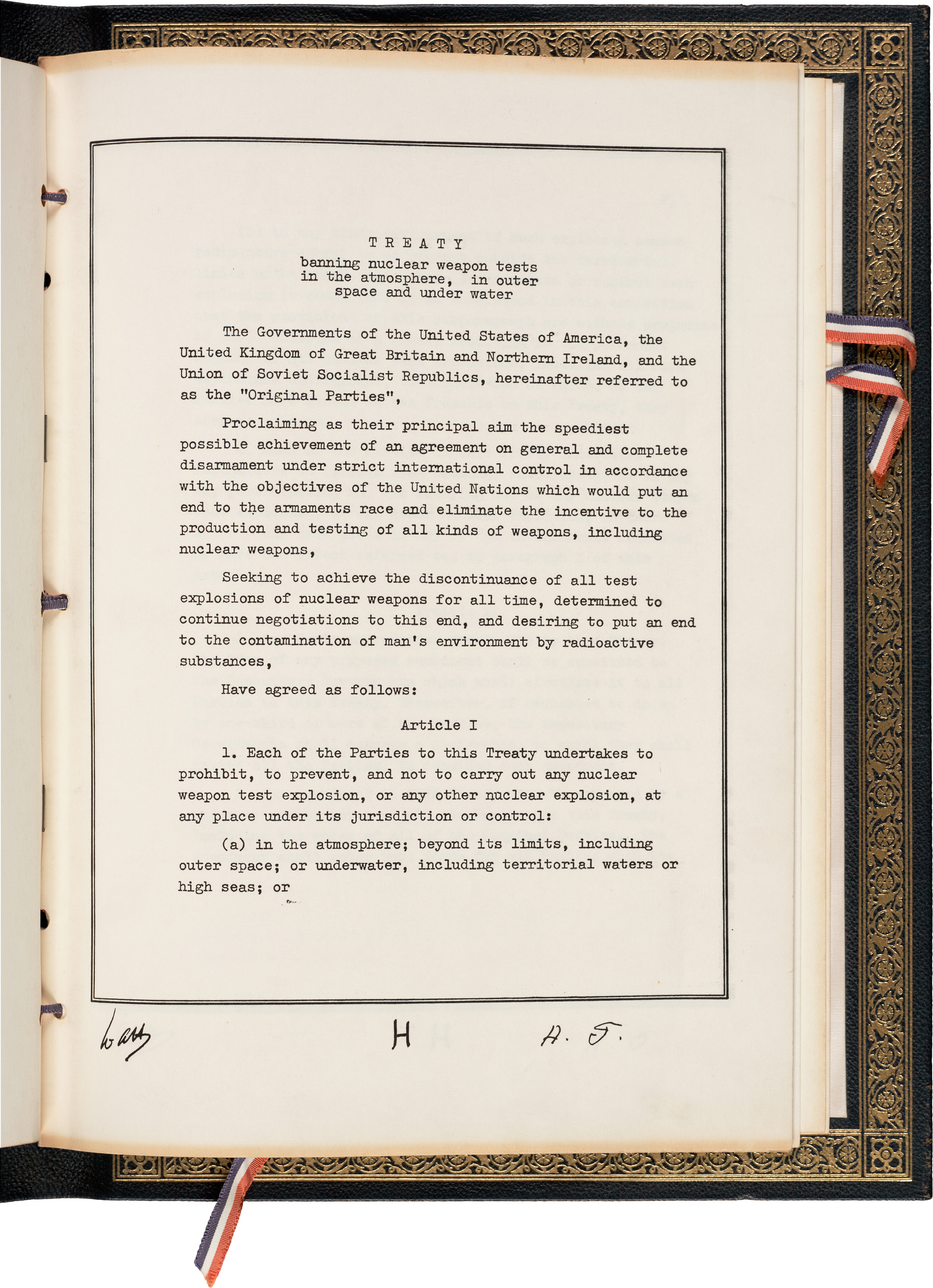
První strana smlouvy o zákazu zkoušek (1963) zapovídající jaderné testy v atmosféře, vesmíru a pod vodou.

Kosmické právo představuje mezinárodní právní řád platný pro působení v kosmickém prostoru. Jeho tvorba je v pravomoci Organizace spojených národů (OSN), která ustavila pro tyto účely zvláštní Komisi pro mírové využití kosmického prostoru. Jedním z hlavních cílů kosmického práva je zabránit využívání kosmického prostoru k válečným přípravám. Ačkoli OSN podporuje mírové využití kosmu, nedosáhla dosud dohody o jeho výlučném používání k mírovým účelům.

## Základní smlouvy
Základem pro kosmické právo je pětice mezinárodních smluv:
- Smlouva o kosmickém prostoru (anglicky: Outer Space Treaty) z roku 1966, celým názvem Smlouva o zásadách činnosti států při výzkumu a využívání kosmického prostoru včetně Měsíce a jiných nebeských těles
- Dohoda o záchraně (anglicky: Rescue Agreement) z roku 1967, celým názvem Dohoda o pomoci kosmonautům a jejich návratu a o vrácení předmětů vypuštěných do kosmického prostoru
- Úmluva o odpovědnosti (anglicky: Liability Convention) z roku 1971, celým názvem Úmluva o mezinárodní odpovědnosti za škody způsobené kosmickými objekty
- Úmluva o registraci (anglicky: Registration Convention) z roku 1974, celým názvem Úmluva o registraci objektů vypuštěných do kosmického prostoru
- Dohoda o Měsíci (anglicky: Moon Agreement) z roku 1979, celým názvem Dohoda řídící činnosti států na Měsíci a jiných nebeských tělesech

Dále došlo k vypracování různých doporučení, jak postupovat při dálkovém průzkumu kosmu, při přímém televizním vysílání z družic nebo při používání jaderných zdrojů energie.
Navíc se do kosmického práva zahrnují i mezinárodní dohody, úmluvy, smlouvy a také národní zákony či nařízení, které se k činnosti v kosmickém prostoru vztahují.